# Luke Laughs Last
Luke Laughs Last er en amerikansk stumfilm fra 1916.

## Medvirkende
- Harold Lloyd som Luke
- Snub Pollard
- Bebe Daniels
- Sammy Brooks
- Bud Jamison